# Armeria pseudoarmeria
Armeria pseudoarmeria är en triftväxtart som först beskrevs av Johan Andreas Murray, och fick sitt nu gällande namn av Rudolf Mansfeld. Armeria pseudoarmeria ingår i släktet triftar, och familjen triftväxter. Inga underarter finns listade i Catalogue of Life.